# NSVV Heyendaal
Nijmeegse Studenten Volleybalvereniging Heyendaal (NSVV Heyendaal) werd in 1967 opgericht en is een studentenvolleybalvereniging in Nijmegen. De vereniging staat open voor studenten van de Radboud Universiteit Nijmegen en Hogeschool van Arnhem en Nijmegen. Heyendaal kent veertien damesteams en vijf herenteams.
Het eerste herenteam speelt in seizoen 2023/2024 in de tweede divisie en het het eerste en tweede damesteam speelt in de derde divisie. De eerste drie damesteams, het tiende damesteam en de eerste twee herenteams spelen hun thuiswedstrijden op zaterdag. De overige teams spelen allen op donderdagavond. De teams die niet in een nationale competitie spelen komen uit in de Nevobo-competitie in regio Oost.
De eerste teams worden getraind door gediplomeerde trainers.

## Toernooien
Ieder jaar organiseert Heyendaal een aantal toernooien. Dit zijn het Heyendaal Openingstoernooi en de twee 'Vrienden van Heyendaal'-toernooien: VVH Gras en VVH Beach.
- Het openingstoernooi is een toernooi in het Radboud Sportcentrum wat vlak voor de seizoenstart plaatsvindt. Op dit toernooi kunnen andere verenigingen zich samen met de teams van Heyendaal voorbereiden op het nieuwe seizoen.
- VVH Gras is een grasvolleybaltoernooi dat elk jaar plaatsvindt rond het begin van juni. Het wordt gewoonlijk georganiseerd in Park Brakkenstein.
- VVH Beach is een beachvolleybaltoernooi dat elk jaar plaatsvindt rond het begin van juli. Er kan op elk niveau beachvolleybal gespeeld worden op een zanderige locatie in de buurt van Nijmegen zoals het Wylerbergmeer of de Berendonck.
- Het Harambee Beach Toernooi is een deel van het Senior Beach Circuit. Op dit toernooi kunnen punten worden verdient voor de nationale beachvolleybalcompetitie. Er kan hier zowel op hoog als op laag niveau beachvolleybal gespeeld worden.

Naast deze externe toernooien worden er ook nog enkele interne toernooien georganiseerd om de gezelligheid binnen de vereniging te bevorderen.